# اوبل‌فینگ
اوبل‌فینگ (به آلمانی: Obelfing) یک محله در آلمان است که در آنتسینگ واقع شده‌است.